# Celer (Konsul 508)
(Flavius) Celer (altgriechisch Κέλερ Kéler) war ein spätantiker oströmischer Militär und Politiker des 5. Jahrhunderts.
Im Jahr 503 ernannte Kaiser Anastasios I. Celer zusammen mit Areobindus zum Befehlshaber der römischen Armeen im Krieg gegen Persien, nachdem Uneinigkeiten unter den Kommandanten den Erfolg gefährdeten. Im Winter 503/504 verteilte Celer seine Truppen auf Winterquartiere, sammelte sie im Frühjahr 504 und zog über Resaina in der Provinz Mesopotamia, um Patricius bei der Belagerung von Amida zu unterstützen. Er vermied Kämpfe mit den Verteidigern, drang über Callinicum in persisches Gebiet vor, verwüstete die Landschaft und eroberte in Arzanene römische Städte zurück, wobei er nur Frauen und Kinder unter zwölf Jahren gefangen nehmen ließ. Im Spätherbst 504 begann er nahe Amida Friedensverhandlungen, akzeptierte einen vorläufigen Frieden und gestattete den Belagerten, Amida zu verlassen. 
Im Winter 504/505 besuchte er den Kaiser in Konstantinopel. 505 zahlte er dem persischen König Kavadh I. 1000 Pfund Gold, um Amida freizukaufen, und ordnete den Bau einer Verteidigungsmauer in Dura Europos an. Im April 506 wartete er in Edessa auf einen persischen Gesandten, zog sich wegen Unruhen zurück und verhandelte in Dara. Nach einer Unterbrechung wegen persischen Verrats wurde im Herbst 506 ein siebenjähriger Waffenstillstand vereinbart. Ende 506 erhielt er in Dara kaiserliche Anweisungen, Steuern nach eigenem Ermessen zu erlassen, und kehrte im November nach Edessa zurück. 508 wurde Celer zum Konsul ernannt.
511 verschworen sich Celer und Anastasius, um Patriarch Makedonios II. von Konstantinopel dazu zu bewegen, ein Dokument gegen die Konzile von Ephesus (431) und Chalcedon (451) zu unterzeichnen, wodurch er die pro-chalcedonische Unterstützung verlor und ins Exil geschickt wurde. Celer sicherte die Rückkehr von Severus von Antiochia und seinen monophysitischen Mönchen nach Syrien. 512 scheiterte er mit Patricius in Konstantinopel bei der Befriedung chalcedonischer Massen. Als magister officiorum wurden seine Agenten 513/514 von Vitalianus gefangen, als sie Gold für Hypatius’ Freilassung transportierten. 515 erhielt Celer in Konstantinopel einen Brief von Severus bezüglich eines nie abgehaltenen Konzils in Herakleia und versuchte, chalcedonische Bischöfe in Syria Secunda wieder einzusetzen. Vermutlich wurde er bald darauf abgesetzt. 519–520 nahm er an Verhandlungen zwischen Rom und Konstantinopel teil. Papst Hormisdas bat ihn 519 um Unterstützung für päpstliche Gesandte, und am 9. Juli 520 schrieb Celer an Hormisdas.
Celer wird als „weiser Mann“ (ἀνὴρ σοφός) beschrieben. Er war gut gebildet, fromm und mutig („denn der Mann war voller Vernunft, mit aller Bildung und großer göttlicher Gnade erfüllt und tapfer“). Sein Verhalten im Amt fand die Zustimmung von Johannes Lydos. Ein Abschnitt bei Zacharias von Mytilene deutet an, dass sein endgültiges Schicksal unglücklich war („dem unser Herr entsprechend seinen Taten vergolten hat“; cui Dominus noster secundum facta eius reddidit).